# Arbeiter- und Soldatenrat

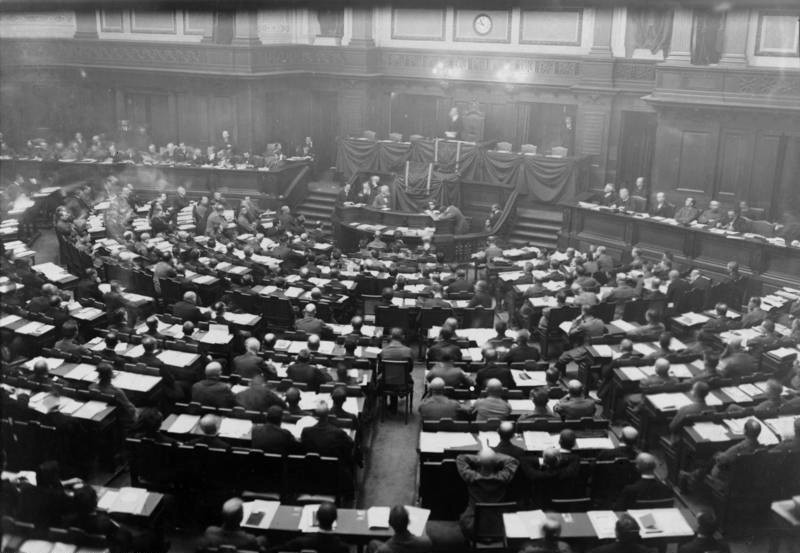
Reichsversammlung der Arbeiter- und Soldatenräte am 16. Dezember 1918

Arbeiter- und Soldatenräte gab es bereits in der Russischen Revolution, dort unter dem Begriff Sowjet. Auch in der deutschen Novemberrevolution 1918 waren Organe der Selbstverwaltung in den Städten oft überwiegend aus Arbeitern und Soldaten zusammengesetzt, die unter anderem das Ziel verfolgten, die Hohenzollern-Monarchie zu stürzen und den Ersten Weltkrieg zu beenden. Sie nahmen die Sowjets (deutsch: Räte) der russischen Oktoberrevolution zum Vorbild. In ihrer Mehrheit bestanden sie aus Anhängern der SPD und der USPD. Die Institution der Räte bildet das wichtigste Element der Rätedemokratie/Räterepublik sowie damit zusammenhängend der politischen Strömung des Rätekommunismus.

## Entstehung

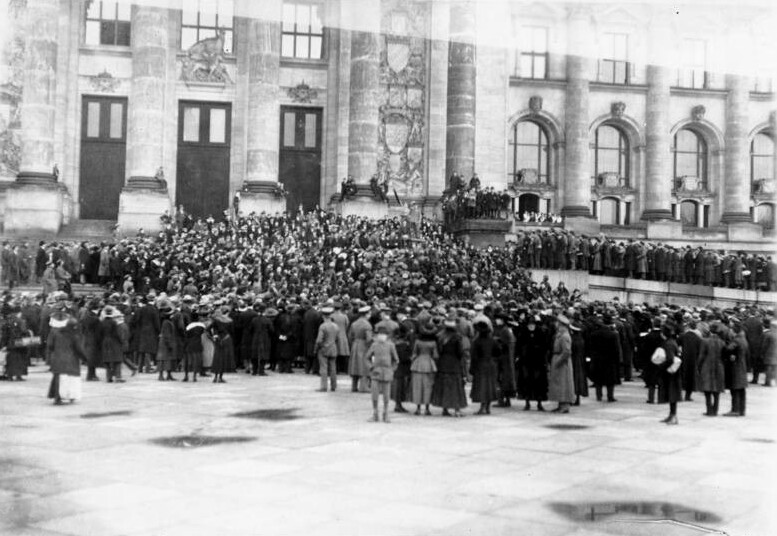
Ansprache am Reichstag (November 1918)

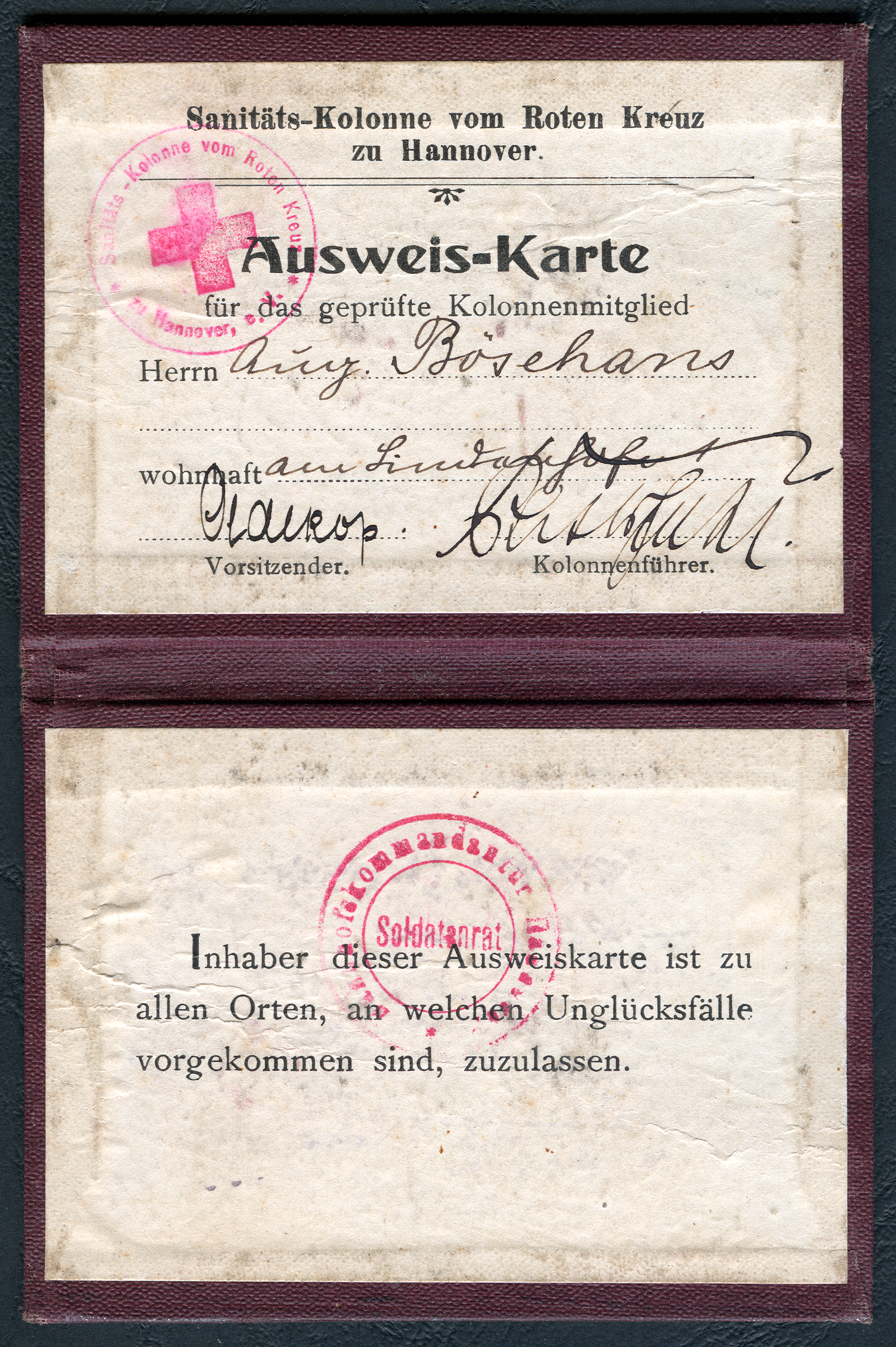
Ausweis eines DRK-Sanitäters mit einem Stempel des Soldatenrates

Der erste Arbeiter- und Soldatenrat bildete sich am 4. November 1918 als Folge des Kieler Matrosenaufstands. In den nächsten Tagen folgten zahlreiche weitere Städte diesem Beispiel, bis die Revolution am 9. November Berlin erreichte. Während es sich am Anfang um soziale und Antikriegs-Proteste mit der Parole „Frieden und Brot“ handelte, forderten die Räte die Abdankung des Kaisers Wilhelm II. und die sozialistische Republik. Auf dem am 16. Dezember in Berlin zusammengetretenen Reichsrätekongress wurde darüber hinaus die Abschaffung der bisherigen Heeresverfassung und die Einführung eines Volksheeres mit gewählten Offizieren gefordert. Der Antrag der USPD, am Rätesystem als Grundlage der Verfassung der Republik festzuhalten und den Räten die legislative und exekutive Gewalt zuzugestehen, wurde abgelehnt. Erreicht wurde am 19. Januar 1919 die Vorläufige Regelung der Kommandogewalt und Stellung der Soldatenräte im Friedensheer. Unterzeichnet war sie von der Reichsregierung (Ebert, Noske), dem Preußischen Kriegsministerium (Reinhardt, Göhre) und dem Zentralrat der Arbeiter- und Soldatenräte (Cohen, Müller).
Der SPD-Politiker Gustav Noske stellte sich in Kiel an die Spitze des Arbeiter- und Soldatenrates. Es gelang ihm, die revolutionäre Bewegung zu mäßigen und letztlich zu neutralisieren. Im Ergebnis kam es zur Gründung der Weimarer Republik als Kompromiss zwischen den revolutionären Forderungen und den Interessen der bürgerlichen Kräfte. Aus den Erfahrungen der Arbeiter- und Soldatenräte und ihrer (Teil-)Niederlage bildete sich die Kommunistische Partei Deutschlands unter Karl Liebknecht und Rosa Luxemburg.

## Langfristige Bedeutung
Obwohl es bereits Vorläufer im 19. Jahrhundert gab (Arbeiterausschüsse), können die 1918 gebildeten Arbeiterräte als Ursprung von Betriebsräten und später auch Personalräten, also der Arbeitnehmervertretung im Rahmen der betrieblichen Mitbestimmung, verstanden werden.

## Dokumente
- Gerhard A. Ritter, Susanne Miller: Die Deutsche Revolution. 1918–1919. Dokumente. (= Fischer 4300). 2., erheblich erweiterte und überarbeitete Auflage. Fischer-Taschenbuch-Verlag, Frankfurt am Main 1983, ISBN 3-596-24300-9.
- Deutsche Sozialistische Republik, Archiv des Zentralrats.
- Dieter Braeg, Ralf Hoffrogge (Hrsg.): Allgemeiner Kongress der Arbeiter- und Soldatenräte Deutschlands. 16.- 20. Dezember 1918 Berlin – Stenografische Berichte, Berlin 2018, ISBN 978-3-9819243-6-7.